# Apache Railway

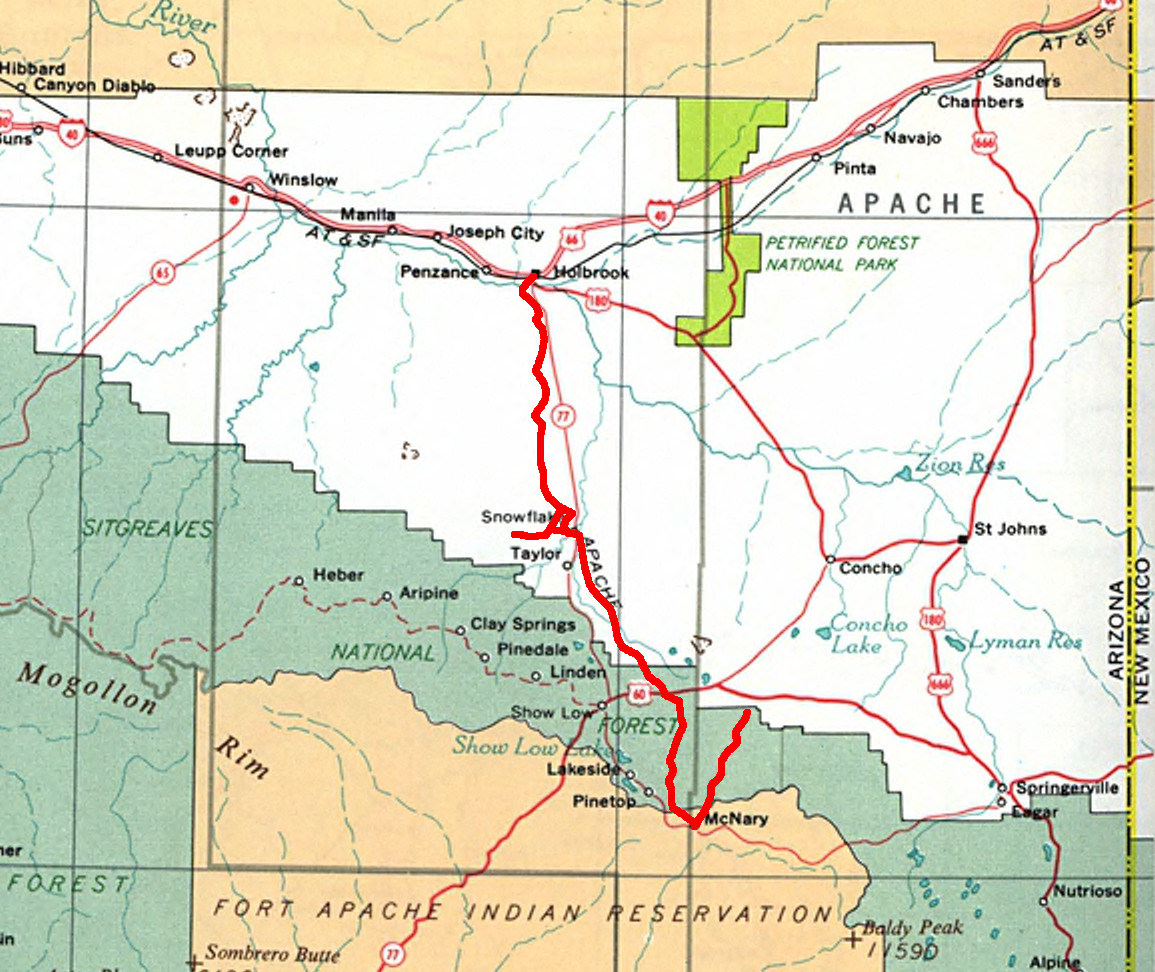
Karte der Apache Railway

Die Apache Railway (AAR-reporting mark APA) ist eine amerikanische lokale Eisenbahngesellschaft in Arizona. Das Unternehmen mit Sitz in Snowflake hat rund 31 Beschäftigte und betreibt eine 88 Kilometer lange Bahnstrecke zwischen Holbrook und Snowflake. In Holbrook besteht ein Übergang zur BNSF Railway.
Der Fahrzeugbestand besteht aus  vier ALCO C-420 und drei MLW C-424. Wichtigste Transportgüter sind Holz, Holz- und Papierprodukte, Chemikalien und Getreide. Jährlich werden rund 16.000 Wagenladungen befördert.

## Geschichte
Die Gesellschaft wurde am 6. September 1917 gegründet. Der Eigentümer der Gesellschaft, das Forstunternehmen Southwest Lumber Mills, erschloss mit dem Bau der 116 Kilometer langen Strecke von Holbrook nach Snowflake und McNary die Wälder im Gebiet des Apache-Sitgreaves National Forest.
Die Bauarbeiten begannen am 1. Oktober 1917, im März 1918 konnten die ersten Gleise verlegt werden. Am 6. September 1918 erreichte die Strecke Snowflake und am 5. April 1919 McNary. Die endgültige Fertigstellung erfolgte zum 1. Juli 1920. Die Apache Railway wurde als Class-II-Eisenbahn eingeordnet. Von der Bahnstrecke aus führten die Waldbahngleise der Southwest Forest Industries in die Wälder. Außerdem errichtete die Gesellschaft bei Snowflake eine Papierfabrik. Die Verkehrsanbindung dieser Fabrik erfolgt größtenteils durch Apache Railway.
In den Jahren 1931 bis 1936 stand die Gesellschaft unter Konkursverwaltung. Der Personenverkehr wurde Ende der 1950er Jahre eingestellt. Unter dem Namen „White Mountain Scenic Railroad“ wurde zwischen 1964 und 1976 eine Touristikbahn mit Dampflokomotiven auf der Strecke zwischen Holbrook und Maverick betrieben. 1984 wurde die Strecke zwischen Snowflake und McNary stillgelegt.
1987 wurde die SWFI durch die Stone Container Corporation erworben. 1999 erwarb der kanadische Konzern Abitibi Consolidated die Papierfabrik und die Apache Railway und verkaufte beide 2008 an den Konzern Catalyst Paper weiter.

## Literatur

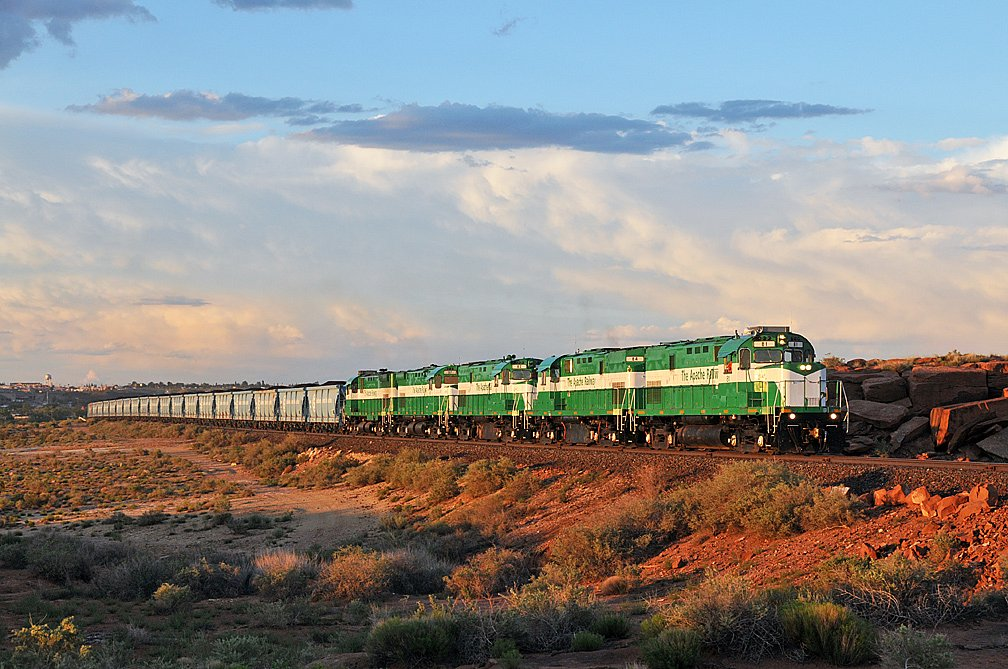
Zug bei Holbrook